# 比尔·斯莱特
比尔·斯莱特（英語：Bill Slater，1927年4月29日—2018年12月18日），英国男子足球、板球运动员。他曾代表英格兰代表队参加1958年国际足联世界杯。他也曾代表英国参加1952年夏季奥林匹克运动会。